# Africa (provincia romana)
La provincia romana d'Africa, a partire da Augusto Africa Proconsolare, corrispose inizialmente al territorio adiacente a Cartagine e si estese successivamente, a spese del regno di Numidia, lungo le coste del Maghreb, comprendendo i territori occupati oggi dalla Tunisia (ad esclusione della sua parte desertica), la costa orientale dell'Algeria e quella occidentale della Libia.
Il nome proviene con tutta probabilità da quello della tribù berbera indigena degli Afri, tramandato fino al giorno d'oggi come Africa a indicare l'intero continente nelle lingue europee e come Ifrīqiya a indicare l'attuale Tunisia in lingua araba.

## Statuto
Divenne provincia romana nel 146 a.C. al termine della terza guerra punica. Un secolo più tardi, nel 46 a.C., dopo la battaglia di Tapso, Cesare riorganizzò i territori africani ed il regno della Numidia orientale divenne invece una nuova provincia: l'Africa Nova. Per contrasto, i territori che già in precedenza costituivano la provincia d'Africa presero allora il nome di Africa Vetus ("Africa vecchia").
Dopo la battaglia di Azio (31 a.C.), Ottaviano riorganizzò le province nel 27 a.C.: le due province dell'Africa Vetus e Nova vennero unificate e classificate come provincia senatoria, retta da un proconsole, con il nome di Africa Proconsolare (Africa Proconsularis). Tra il 37 e il 41 d.C., l'imperatore Caligola sottrasse al governatore il comando della legione, che venne affidato ad un legatus legionis imperiale, nominato direttamente dall'imperatore. Con Settimio Severo (nel 193), la Numidia venne separata dall'Africa Proconsolare, e governata da un procuratore imperiale.
Sotto Diocleziano l'amministrazione provinciale venne riformata e la provincia dell'Africa proconsolare venne suddivisa nelle nuove province di Proconsolare Zeugitana (Proconsularis Zeugitana) e di Valeria Bizacena (Valeria Byzacena), che entrarono a far parte della diocesi d'Africa nella Prefettura del pretorio d'Italia (Italiae), mentre la Numidia divenne una delle sette province della diocesi d'Africa, e fu divisa in Numidia Cirtensis e Numidia Militiana (queste ultime due riunite in un'unica provincia, al tempo di Costantino I). Con la divisione dell'impero dopo la morte di Teodosio I nel 395, dalla provincia di Valeria Bizacena si distaccò ancora la nuova provincia della Tripolitania e le tre province fecero parte dell'Impero romano d'Occidente.
| prima della conquista romana                   | Cartagine                                | Numidia orientale (Massili)        | Numidia orientale (Massili)        | Numidia occidentale (Massesili) | Numidia occidentale (Massesili) |
| dal 146 a.C.                                   | Africa                                   | Numidia                            | Numidia                            | Numidia                         | Numidia                         |
| dal 105 a.C.                                   | Africa (con annesse parti della Numidia) | Numidia orientale                  | Numidia orientale                  | Numidia occidentale             | Numidia occidentale             |
| dal 45 a.C.                                    | Africa Vetus                             | Africa Nova (ex Numidia orientale) | Africa Nova (ex Numidia orientale) | Numidia occidentale             | IV Coloniae Cirtensium          |
| dal 27 a.C.                                    | Africa Proconsolare                      | Africa Proconsolare                | Africa Proconsolare                | Africa Proconsolare             | Africa Proconsolare             |
| dal 193                                        | Africa Proconsolare                      | Africa Proconsolare                | Africa Proconsolare                | Numidia                         | Numidia                         |
| con la riforma di Diocleziano                  | Africa Proconsolare Zeugitana            | Africa Valeria Bizacena            | Africa Valeria Bizacena            | Numidia Miliziana               | Numidia Cirtense                |
| al momento della divisione dell'impero nel 395 | Africa Proconsolare Zeugitana            | Africa Bizacena                    | Africa Tripolitana                 | Numidia                         | Numidia                         |

Le Province inserite nelle caselle con sfondo aranciato erano poste sotto il controllo diretto dei Romani.

## Storia

### L'Africa in epoca repubblicana

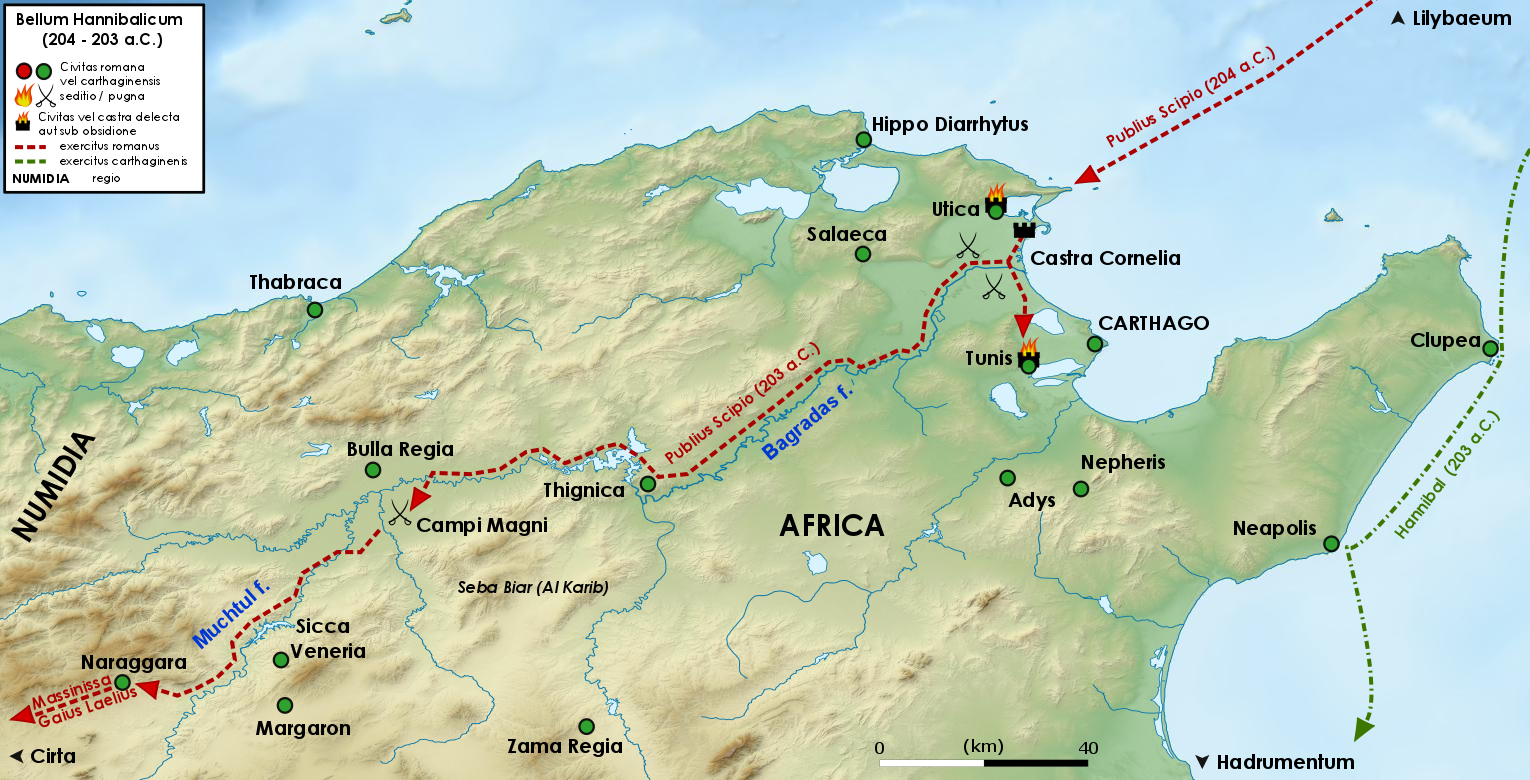
La campagna di Publio Cornelio Scipione in Africa nel 204-203 a.C. durante la seconda guerra punica.

Durante la seconda guerra punica, nell'estate del 210 a.C., il re di Numidia Siface inviò dei suoi ambasciatori a Roma per comunicare l'esito favorevole delle battaglie che il re aveva combattuto contro i Cartaginesi. Essi assicuravano al Senato riunito che il loro re era totalmente avverso nei confronti di Cartagine, mentre a Roma riconosceva la sua amicizia. Ricordavano che in passato Siface aveva mandato ambasciatori in Spagna ai generali romani Gneo e Publio Cornelio, e che ora più che mai desiderasse ottenere l'amicizia del popolo romano rivolgendosi al Senato stesso. Il senato non solo accettò la richiesta del re numida, ma inviò allo stesso come ambasciatori Lucio Genucio, Publio Petelio e Publio Popilio affinché gli portassero dei doni, tra cui una toga e una tunica purpurea, una sedia curule d'avorio e una coppa d'oro di cinque libbre. Gli ambasciatori del senato ebbero anche l'ordine di recarsi, subito dopo, dagli altri re africani, portando loro in dono, toghe preteste e coppe d'oro del peso di tre libbre ciascuna.
Sempre nel 210 a.C. sappiamo che il prefetto della flotta in Sicilia, Valerio Messalla, fu inviato dal console Marco Valerio Levino, in Africa a spiare i preparativi dei Cartaginesi ed a predare quei territori. Valerio, avvicinatosi prima dell'alba alle coste africane con cinquanta navi, sbarcò all'improvviso nel territorio di Utica, saccheggiandolo per un ampio territorio, catturando numerosi uomini e facendo bottino. Poi fece ritorno in Sicilia a capo Lilibeo, tredici giorni dopo che era partito.
Una volta raggiunta la destinazione, Valerio Messalla fece un'inchiesta fra i prigionieri, venendo a conoscere tutta una serie di dati che si premurò di comunicare per iscritto al console Levino, affinché fosse informato sulla reale situazione in Africa. Prima di tutto a Cartagine si trovavano 5 000 Numidi con Massinissa, figlio di Gala e fierissimo giovane. Vi erano poi altri soldati mercenari arruolati in tutta l'Africa per essere condotti in Spagna agli ordini di Asdrubale, il quale avrebbe dovuto congiungersi col fratello Annibale in Italia, insieme ad un esercito imponente. A Cartagine riponevano in questo piano ogni speranza di vittoria.

#### La conquista

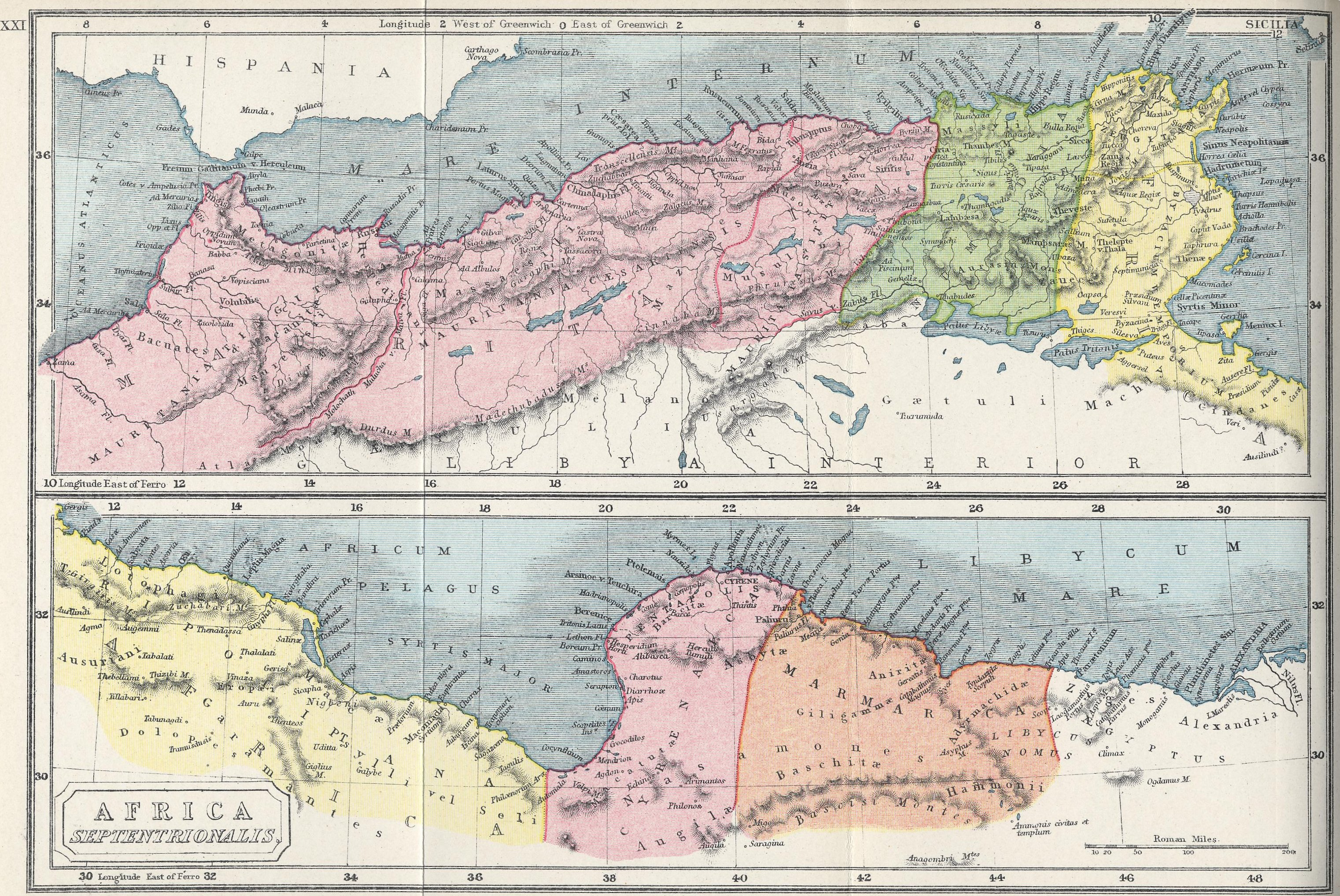
Nelle due mappe sono indicate le province romane di Mauretania Tingitana, Mauretania Caesariensis, oltre a Numidia ed Africa proconsolare (sopra), Tripolitania e Cerenaica (sotto).

La provincia d'Africa venne conquistata nel 146 a.C. con la terza guerra punica, combattuta tra Cartagine e Roma. Nel 149 a.C., il console Scipione Emiliano sbarcò sul territorio di Cartagine e prese la città dopo un assedio durato tre anni. Dopo questa vittoria la città di Cartagine venne distrutta e il suo sito consacrato agli dei inferi mediante una cerimonia di execratio. La chôra, il territorio della città, venne annesso all'ager publicus, il pubblico demanio della città di Roma e venne istituita una nuova provincia, nella quale sette città rimasero città libere (civitates liberae).
Il territorio della nuova provincia era abbastanza importante, (tra i 20 e i 25 000 km²), ma poco densamente popolato (non più di 700 000 abitanti prima della conquista romana), e soprattutto estremamente fertile. Costituiva dunque un territorio da colonizzare ideale per il partito dei populares, che cercavano di risolvere la crisi economica e sociale che colpiva la plebe romana mediante la redistribuzione di terre dell'ager publicus ai contadini in miseria. Nel 124 a.C. un'epidemia devastò l'Africa, liberando nuove terre per un eventuale stanziamento coloniale. Nel 122 a.C., il tribuno della plebe Gaio Sempronio Gracco, capo del partito dei populares, dedusse una colonia sul territorio dell'antica Cartagine (Colonia Iunonia Karthago, all'epoca la sola esistente al di fuori dell'Italia). Le terre distribuite ai coloni consistettero in 300 000 ettari, il che fa pensare a una loro dispersione all'interno della provincia. Nel 121 a.C. il movimento di colonizzazione subì un arresto, quando Gracco venne assassinato e il partito dei populares venne sostituito da quello degli optimates, rappresentanti dell'aristocrazia romana.
La provincia d'Africa era circondata a ovest e a sud dal regno di Numidia, riunificato, dopo la seconda guerra punica, sotto il re dei Massili (Numidia orientale), Massinissa, alleato di Scipione l'Africano. Il confine tra la provincia d'Africa e la Numidia era segnalato dalla Fossa Regia, un sistema di delimitazione lungo il quale sussistono tuttora diversi cippi di confine, che andava dalla foce dell'attuale Oued el-Kebir, a est di Tabarka (nei testi latini: Thabraca) fino a Thaenae, una decina di chilometri a sud dell'odierna Sfax.
Alla morte di Micipsa, figlio di Massinissa, una disputa per la successione oppose i suoi figli Aderbale e Iempsale al nipote e figlio adottivo Giugurta. Questa disputa sfociò nelle guerre giugurtine in cui Roma intervenne schierandosi contro Giugurta. Nel 111 a.C. una prima campagna condotta dal console Lucio Calpurnio Bestia non produsse grandi effetti e fu necessaria una nuova campagna, condotta nel 107 a.C. dal console Mario. Il suo luogotenente Silla, grazie all'alleanza col re di Mauretania Bocco, riuscì a catturare Giugurta nel 105 a.C.
La Numidia non venne annessa interamente alla provincia. Solo le zone orientali e meridionali del regno, quelle che si affacciavano sulle pianure della Medjerda e quelle sul golfo della Piccola Sirte, furono unite all'ager publicus. La città di Leptis Magna, situata in questa regione, ricevette il privilegio della libertà per essersi schierata a fianco di Roma in questo conflitto. Il regno numida, inizialmente nuovamente suddiviso, venne affidato ad un fratellastro di Giugurta, Gauda, e proseguì la sua esistenza ancora per qualche decennio, sia pure col ruolo, di fatto, di protettorato romano.

#### Il periodo delle guerre civili

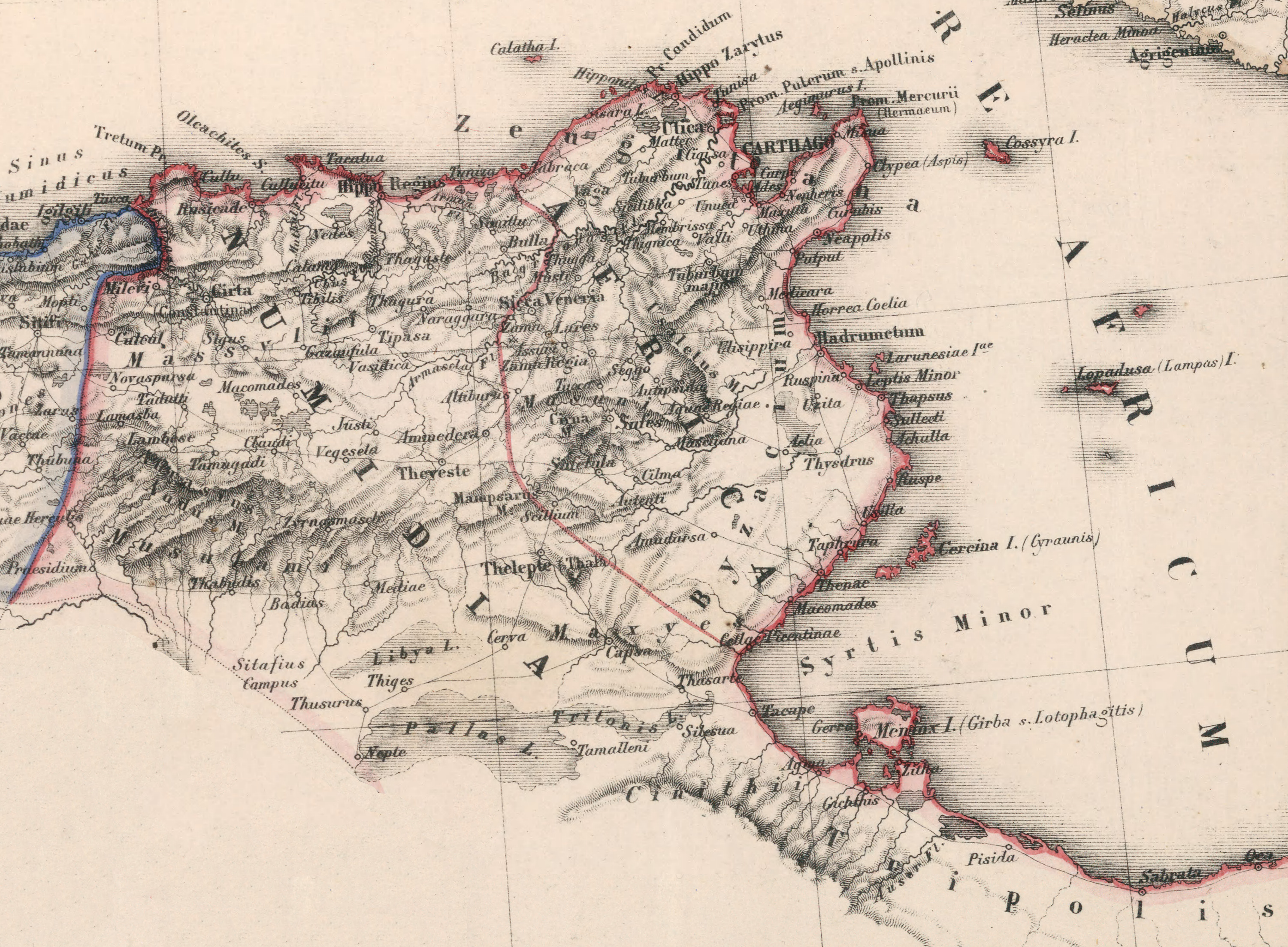
Cartina della Numidia romana e dell'Africa vetus.

Nel corso della guerra condotta contro Giugurta, il console Mario aveva ingaggiato nel suo esercito dei "proletari", contadini privi di terre. Divenuto capo dei populares a Roma, per ricompensarli della loro fedeltà, fece votare nel 103 a.C. una legge che concedeva ad ogni veterano 252 ettari di terreno. Anche gli ausiliari reclutati presso la popolazione nomade dei Getuli ricevettero questi doni insieme alla cittadinanza romana. I veterani vennero stanziati nelle regioni che erano state incorporate all'ager publicus nello sconfitto regno di Numidia, consolidando inoltre la frontiera. Lo stanziamento raggiunse una notevole entità e riguardò tra le 6 e le 10 000 persone, sebbene sul territorio non venisse fondata alcuna colonia.
Durante la guerra civile tra Mario e Silla (88-83 a.C.), l'Africa costituì una roccaforte dei sostenitori di Mario, anche grazie alla presenza di questi veterani del suo esercito. Nell'81 a.C. i seguaci di Mario in Africa detronizzarono il re della Numidia orientale Iempsale, figlio di Gauda e partigiano di Silla. Furono però sconfitti da un'alleanza che comprendeva il re mauro Bocco e il luogotenente di Silla, Pompeo, e così nell'80 a.C. Iempsale recuperò il trono. I sillani gli riconobbero perfino una giurisdizione sui Getuli, fatti cittadini romani da Mario.
Nel 75 a.C. i populares impedirono il ritorno in seno alla Numidia dei territori annessi nel 105 a.C., ma nel 64 a.C. venne riconosciuta a Iempsale l'indipendenza delle sue terre rispetto all'ager publicus. Il re numida si trovò così alleato degli optimates e dei pompeiani, successori, in un certo senso, dei sillani. Nel 50 a.C., alla morte di Iempsale, il tribuno cesariano Curione propose l'annessione della Numidia orientale, spingendo il nuovo re Giuba I tra i seguaci di Pompeo.
Nel corso della guerra civile tra Cesare e Pompeo, una prima spedizione condotta da Curione nel 49 a.C. venne sbaragliata dalle truppe numide. Dopo la sconfitta di Pompeo a Farsalo nel 48 a.C., i dirigenti del partito pompeiano si rifugiarono in Africa, dove formarono, insieme all'esercito numida, una forza di oltre 70 000 uomini, ultimo ostacolo alla vittoria di Cesare. Quest'ultimo sbarcò nel 47 a.C. con sei legioni, contando inoltre sull'alleanza col re di Mauretania e con i Getuli, sottoposti ai Numidi dall'80 a.C. Nel 46 a.C., un avventuriero campano esule in Mauretania, Publio Sittio, originario di Nuceria Alfaterna, riuscì, con l'appoggio dei Mauretani, a sconfiggere il re della Numidia occidentale, Massinissa II, impegnato al fianco del cugino Giuba. I Numidi e i pompeiani furono presi tra due fuochi e vennero sconfitti nella battaglia di Tapso. Il re Giuba si suicidò, così come Catone Uticense, capo del partito pompeiano.
Cesare riorganizzò i territori africani: il regno della Numidia occidentale viene per metà annesso al regno di Mauretania e per metà assegnato a Sittio; Il regno di Numidia orientale divenne invece una nuova provincia: l'Africa Nova (con capitale Zama e di cui Gaio Sallustio Crispo fu il primo governatore). Per contrasto, i territori che già in precedenza costituivano la provincia d'Africa presero allora il nome di Africa Vetus ("Africa vecchia").
Continuando la stessa linea politica di Mario, Cesare riprese la fondazione di colonie in Africa inviando veterani italici, ma anche gallici o africani, a fondare nuove città sulla costa africana. Si trattava dei centri di Cartagine (44 a.C.), Thabraca, Hippo Diarrhytus, Thuburbo Minor, Uthina (nei pressi di Cartagine), Clupea, Carpis, Curubis (45 a.C.) e Neapolis (in Tunisia). Questa politica gli permise di insediare i suoi veterani, ma anche di controllare le rotte di cabotaggio delle navi che trasportavano il grano africano, necessario per l'approvvigionamento di Roma.
Le ulteriori vicende belliche durante la lotta dei triumviri Marco Antonio, Ottaviano e Lepido contro i cesaricidi interessarono ancora la provincia. Il principe numida Arabione, figlio dell'ultimo re della Numidia occidentale eliminò Sittio e riconquistò il trono nel 44 a.C. Allo stesso tempo, il governatore dell'Africa Nova, Tito Sestio, partigiano dei triumviri, si impadronì anche dell'Africa Vetus, il cui governatore si era schierato con i cesaricidi, e nel 41 a.C. riuscì ad eliminare anche Arabione, sebbene questi si fosse alleato con lui. Nella successiva suddivisione delle sfere di influenza dei triumviri, l'Africa riunita venne affidata nel 40 a.C. a Lepido, che ne venne tuttavia privato nel 36 a.C., a causa dei contratti con Ottaviano. In questo breve periodo di governo della provincia Lepido riuscì però a fondare altre tre nuove colonie in Africa e Numidia (a Sicca Veneria, Cirta e Utica) ed altre quattro nella "futura" provincia romana di Mauretania Tingitana (a Banasa, Babba, Zulil e Tingi).

### L'Africa in età imperiale

#### La riorganizzazione augustea
Ottaviano riorganizzò le province nel 27 a.C., anno in cui gli venne conferito il titolo di augusto: le due province dell'Africa Vetus e Nova vennero unificate e classificate come provincia senatoria, retta da un proconsole, con il nome di Africa Proconsolare (Africa Proconsularis).
Augusto riprese la politica di fondazioni coloniali di Cesare, abbandonata in parte, sotto il dominio di Lepido. Il territorio viene organizzato attraverso una rete di città di diversa condizione: colonie (coloniae), municipi (municipia) e città peregrine (civitates peregrinae, ovvero "straniere"). Le colonie fondate da Augusto si estesero dalla zona intorno a Cartagine e nella precedente Africa Nova, fino ai confini con la Mauretania, con lo scopo di accelerare la romanizzazione dei territori provinciali, ossia la lenta acquisizione di usi e costumi modellati su quelli di Roma, di cui erano portatori i coloni. Si trattava di due nuovi centri in Numidia (a Thuburnica e Simitthu), e nove nella futura provincia di Mauretania Caesariensis (a Igilgili, Saldae, Tubusuctu, Rusazu, Rusguniae, Aquae Calidae, Zuccabar, Gunugu e Cartenna).
La colonia più importante tra quelle fondate da Augusto fu quella di Cirta (oggi Costantina), che era stata al centro del principato di Sittio. La città di Cartagine, capitale della provincia, vide accresciuti i propri privilegi ed esenzioni tributarie ed era dotata di un esteso territorio, la pertica Karthagensis. Tre città, i cui abitanti erano in maggioranza cittadini romani, discendenti dai coloni di Mario e Cesare, godevano della condizione di municipi, tra le sette città lasciate libere alla nascita della provincia: Ippona (oggi Annaba, in Algeria), Utica e Mustis (oggi El Krib, in Tunisia). Le città peregrine conservarono invece in molti casi le proprie antiche istituzioni, con a capo due magistrati chiamati suffeti, di origine punica.

#### Lapax romana

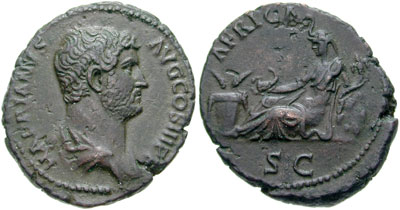
Moneta di Adriano per celebrare la provincia. L'Africa personificata indossa un copricapo a testa di elefante.

Tra il 17 e il 24 un ex appartenente alle truppe ausiliarie romane, Tacfarinas, riunì intorno a sé una confederazione tribale, i Musulami, alla quale si unirono inoltre i Getuli stanziati a sud della Proconsolare. Tacfarinas si alleò inoltre con il popolo subsahariano dei Cinithii, insediato nei pressi della piccola Sirte, e con le tribù maure ribelli al re Tolomeo di Mauretania. Ottenne inoltre l'appoggio dei Garamanti, giungendo a circondare completamente i possedimenti romani in Africa. Nonostante l'intervento di una seconda legione, la VIIII Hispana, nel 20 Tacfarinas non venne sconfitto e il conflitto terminò solo quando il proconsole d'Africa riconobbe i diritti di passaggio delle tribù getule sul territorio romano.
La dinastia dei Flavi rilanciò in Africa la politica di promozione del modello urbano, già avviata da Augusto, spostandola tuttavia per lo più in direzione della promozione delle città indigene.
All'epoca era venuto meno il vero e proprio movimento di colonizzazione, consistente nella fondazione di città dipendenti direttamente da Roma ad opera di gruppi di cittadini romani, di solito veterani che ricevevano lotti del territorio. L'ultima vera colonia fondata, quella di Timgad, si ebbe nel 100, al momento in cui la pax romana sembrava ormai estendersi all'intera provincia, con l'arresto delle scorrerie di tribù getule, maure o sahariane. Lo statuto di colonia divenne quindi in Africa puramente onorifico, costituendo un riconoscimento per le città che si fossero più completamente assimilate al modello romano.
Contemporaneamente anche lo statuto del municipio subisce un'evoluzione. I municipia di età repubblicana ed augustea erano "di diritto romano", vale a dire delle città organizzate, quanto a istituzioni, sul modello di Roma, con delle magistrature, un senato e delle assemblee del popolo, mentre i municipi flavi sono municipi "di diritto latino". Il diritto latino risale alle prime fasi dell'espansione romana, era stato ripristinato da Cesare che aveva concesso questo statuto a diverse città della Gallia Narbonese. La principale differenza consisteva nel fatto che la cittadinanza romana non veniva attribuita a tutta la popolazione dei municipi di diritto latino, ma solo alle loro élite. L'uso da parte dei Flavi di questa istituzione, fino ad allora ristretta alla Gallia Narbonese, evidenzia la loro volontà di associare le élite indigene al processo di romanizzazione. Il diritto latino venne inoltre assegnato anche slegato dallo statuto municipale, per essere concesso a modeste "città peregrine", in cui le élite erano numericamente troppo esigue per formare un senato: in questo modo l'associazione delle élite alla romanitas poté estendersi anche al di là del quadro ristretto delle città più importanti.
In tal modo si venne ad instaurare una sorta di gerarchia onorifica tra gli statuti delle città: le città peregrine acquisivano progressivamente il diritto latino, mentre i municipi acquisivano il diritto romano, e quindi l'ambito statuto di colonia onoraria. Le diverse città e le loro élite si lanciarono così in una corsa ad ottenere un avanzamento nello statuto cittadino da parte degli imperatori, inviando, in particolare delle ambasciate specificatamente rivolte a questo scopo. Per tutto l'alto impero le città d'Africa beneficiarono di un contesto economico particolarmente florido.
La provincia continuò ad essere interessata dalle incursioni delle tribù dell'interno. Tra gli episodi successivi, si possono citare l'ascesa al trono nel 238 del governatore d'Africa Gordiano, che sciolse temporaneamente la III Augusta.

#### La riorganizzazione dioclezianea e costantiniana fino a Teodosio (286-395)

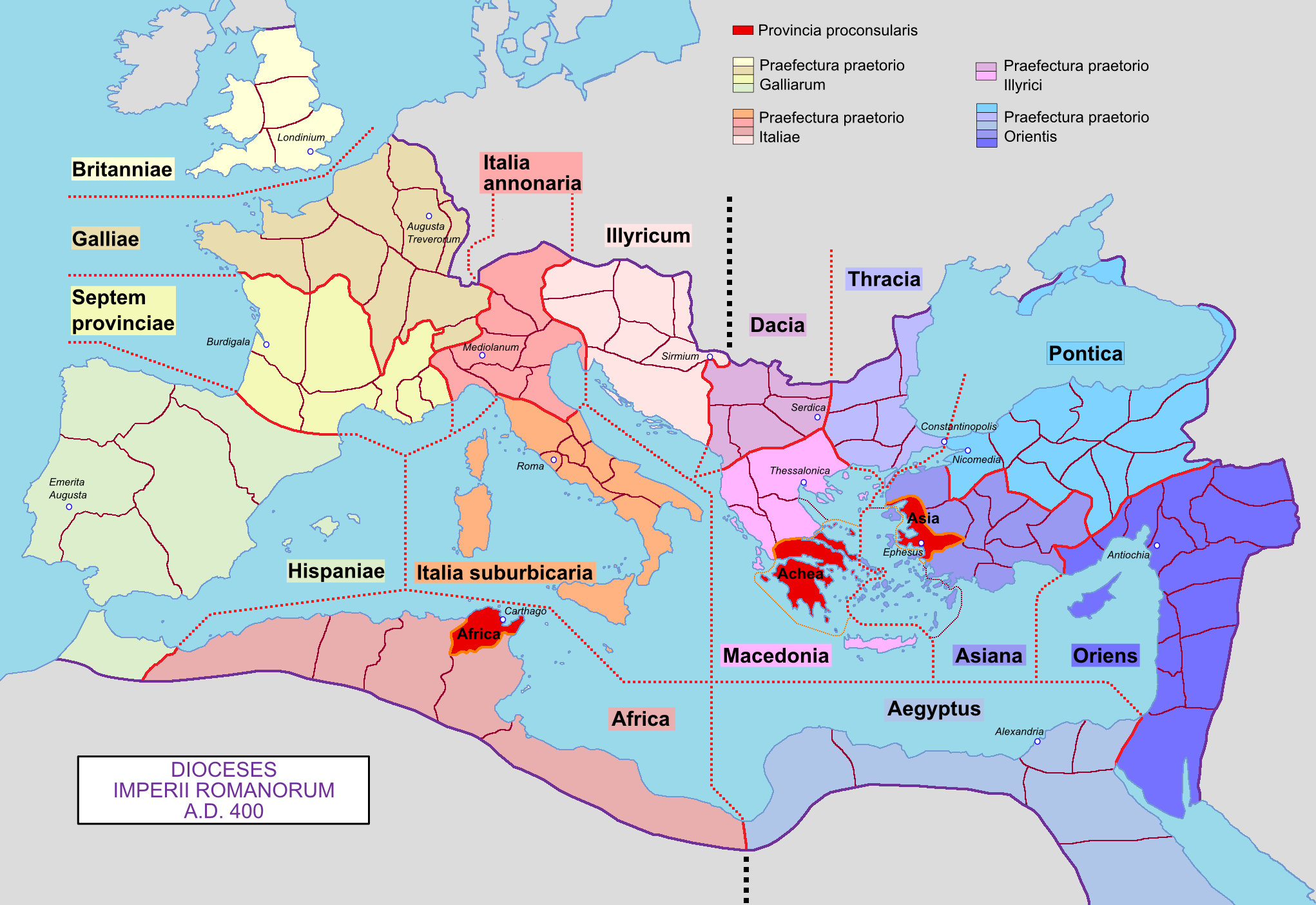
La divisione amministrativa dell'impero in prefetture e diocesi. La cartina, che riproduce la situazione alla fine del IV secolo d.C.

Sotto Diocleziano l'amministrazione provinciale venne riformata e la provincia dell'Africa proconsolare venne suddivisa nelle nuove province di Proconsolare Zeugitana (Proconsularis Zeugitana) e di Valeria Bizacena (Valeria Byzacena), che entrarono a far parte della diocesi d'Africa nella Prefettura del pretorio d'Italia (Italiae).
Con la divisione dell'impero dopo la morte di Teodosio I nel 395 dalla provincia di Valeria Bizacena si distaccò ancora la nuova provincia della Tripolitania e le tre province fecero parte dell'Impero romano d'Occidente. Sempre a questo periodo appartengono la rivolta di Lucio Domizio Alessandro e il conseguente saccheggio di Cartagine da parte delle truppe di Massenzio, nel 310, e le rivolte di Firmo, nel 375, e di suo fratello Gildone, nel 398.
Sotto il regno di Valentiniano I (364-375), l'Africa era continuamente esposta alle incursioni dei Mauri. La Tripolitania, in particolare, continuava ad essere saccheggiata impunemente dagli Austuriani, con il pretesto di dover vendicare l'uccisione di uno di loro, tal Stacao, giustiziato a loro dire ingiustamente dai Romani; essendo la città di Leptis Magna minacciata dalle incursioni nemiche, i suoi abitanti implorarono l'aiuto del Conte d'Africa Romano, il quale però rispose che sarebbe intervenuto solo se gli avessero fornito vettovaglie e quattromila cammelli, richiesta che gli abitanti non poterono soddisfare; di fronte al comportamento deplorevole del Conte d'Africa, il quale non muoveva un dito contro gli invasori a meno che non i cittadini non gli versassero un tributo, gli abitanti di Leptis inviarono un'ambasceria presso Valentiniano per deplorare il comportamento del loro Conte; Valentiniano inviò dunque Palladio affinché verificasse la veridicità dell'esposto dei cittadini di Leptis, ma il Conte Romano riuscì a insabbiare tutto ottenendo delle informazioni compromettenti su Palladio e ricattandolo: se avesse spifferato all'Imperatore le malefatte del Conte Romano, quest'ultimo avrebbe riferito a Valentiniano anche i misfatti compiuti in passato da Palladio; Palladio mentì dunque all'Imperatore, convincendolo che gli abitanti di Leptis si lamentavano a torto; Valentiniano fece giustiziare gli ambasciatori accusandoli di menzogna, e il Conte disonesto poté mantenere il posto fino ai tempi della rivolta di Firmo, quando il Conte Teodosio, inviato da Valentiniano in Africa per sopprimere la rivolta, scoprì tutto e lo fece processare. Nel 372 il Conte Romano, intendendo vendicare l'assassinio di Zamma, figlio del capo dei Mauri e ucciso dal suo stesso fratello Firmo, accusò Firmo di molti crimini volendo la sua rovina; poiché i contatti privilegiati che Romano aveva con la corte impedirono ogni valida difesa di Firmo, quest'ultimo, disperando per la propria salvezza, si rivoltò, devastando le province africane; Valentiniano, informato, inviò quindi in Africa il Conte Teodosio, per porre fine alla rivolta; con una serie di vittorie Teodosio represse con successo la rivolta di Firmo, che, nella disperazione di essere catturato vivo, si suicidò (375).
Un ventennio dopo (398) si verificò la rivolta di Gildone, fratello di Firmo, il quale, sobillato da Eutropio, primo ministro di Arcadio, staccò l'Africa dall'Impero d'Occidente trasferendo la propria obbedienza a quello d'Oriente. Stilicone, magister utriusque militiae e reggente dell'Imperatore d'Occidente Onorio, reagì prontamente inviando in Africa Mascezel, fratello di Gildone ma fedele all'Impero; Mascezel riuscì rapidamente a reprimere la rivolta e l'Africa tornò fedele all'Impero d'Occidente, ma Mascezel si spense poco tempo dopo in circostanze sospette, forse (insinuano le fonti) assassinato per volere di Stilicone.

### La conquista vandalica dell'Africa
L'Africa rimase romana fino agli anni trenta del V secolo, decennio in cui venne sottomessa dai Vandali. Secondo Procopio e Giordane, i Vandali sarebbero stati invitati in Africa dal comes d'Africa Bonifacio, che era stato proclamato dalla reggente Galla Placidia nemico pubblico in quanto accusato di voler separare l'Africa dall'Impero. Secondo Procopio, Bonifacio sarebbe diventato nemico pubblico per un tranello di Flavio Ezio che, invidioso di lui, avrebbe fatto credere a Galla Placidia (reggente dell'impero in nome del figliolo Valentiniano III) che Bonifacio avesse intenzione di staccare l'Africa dall'Impero; questi sospetti sembrarono essere confermati dal fatto che Bonifacio avesse disobbedito all'ordine di Galla di tornare in Italia; in realtà Bonifacio ricevette da Ezio una lettera che lo avvertiva di non obbedire all'ordine dell'Augusta, perché quest'ultima lo avrebbe fatto uccidere. Procopio tuttavia è spesso inaccurato quando narra gli avvenimenti del V secolo, per cui il coinvolgimento di Ezio potrebbe essere un errore, anche perché una fonte del V secolo, la Chronica minora di Prospero, dà un'altra versione dei fatti. Secondo Prospero, fu Felice, e non Ezio, a tramare contro Bonifacio, accusandolo di tradimento e di volersi rendere indipendente dall'Impero. Galla pretese allora che Bonifacio, reo tra l'altro di appoggiare l'arianesimo contro i desideri dell'Augusta, si recasse in Italia per scusarsi e al suo rifiuto lo dichiarò nemico pubblico. Placidia inviò nel 427 tre generali contro Bonifacio: Mavorzio, Gallione e Sanece. Bonifacio riuscì però a corrompere Sanece, facendo uccidere a quest'ultimo gli altri due generali; anche Sanece venne poi ucciso e i suoi soldati passarono dalla parte di Bonifacio. Nel 428 però venne inviata da Galla una seconda spedizione sotto il comando di Sigisvulto, costringendo, secondo Procopio, il comes a chiedere aiuto ai Vandali, che accettarono l'invito. Secondo Heather, invece, i Vandali non sarebbero stati invitati da Bonifacio ma avrebbero invaso l'Africa di propria iniziativa, essendo alla ricerca di un luogo dove stanziarsi più sicuro della Spagna, dove erano esposti ai contrattacchi dei Romani e dei Visigoti.

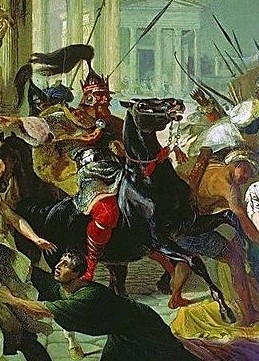
Genserico, re dei Vandali

I Vandali, comandati dal loro re Genserico, attraversarono lo stretto di Gibilterra nel 429, sottomettendo la Mauretania, ottenendo l'appoggio di Berberi e di Donatisti (una setta eretica), ostili al governo romano. Nel frattempo Bonifacio si riconciliò con Galla e chiese ai Vandali, secondo almeno Procopio, di ritornare in Spagna ottenendo ovviamente il rifiuto della popolazione barbarica, nemmeno minimamente disposta a rinunciare ai ricchi territori d'Africa, il granaio dell'Impero. La banda di veterani che avevano marciato sotto le insegne di Bonifacio, e le nuove leve, vennero respinte con perdite considerevoli, i barbari vittoriosi saccheggiarono l'aperta campagna, e Cartagine, Cirta e Ippona furono le uniche città che sembravano scampare all'inondazione generale. Placidia implorò l'aiuto del suo alleato orientale e la flotta italiana e l'esercito vennero rafforzati da Aspar, che salpò da Costantinopoli con un potente esercito. Non appena la forza dei due imperi fu unita sotto il comando di Bonifacio, egli marciò contro i Vandali; e la perdita di una seconda battaglia irrimediabilmente decise il destino dell'Africa. La città di Ippona venne evacuata e Bonifacio ritornò sconsolato in Italia, dove morì poco dopo ucciso in battaglia dal rivale Ezio.
Otto anni trascorsero tra l'evacuazione di Ippona alla riduzione di Cartagine. Nel mezzo di questo intervallo l'ambizioso Genserico firmò con l'Impero l'11 febbraio 435 la tregua di Trigezio, che stabiliva che i Romani avrebbero riconosciuto ai Vandali il possesso della Mauritania e di parte della Numidia; in cambio i Vandali avrebbero pagato un tributo annuale all'Impero d'Occidente e avrebbero consegnato in ostaggio ai Romani il figlio di Genserico, Unnerico. Inoltre i Vandali sarebbero diventati foederati. Questa moderazione sembra essere dovuta all'instabilità del suo regno: il trono era minacciato dalle rivendicazioni dei suoi nipoti, i figli di Gunderico, che ambivano al potere, mentre vi furono numerose sedizioni dei Mauri e dei Germani, dei Donatisti e dei cattolici. Il 9 ottobre 439 Cartagine venne conquistata dai Vandali, cinquecentottantacinque anni dopo la distruzione della città e dello Stato per opera dello Scipione minore.
Dopo aver conquistato l'Africa, i Vandali costruirono una flotta e saccheggiarono le coste della Sicilia e dell'Italia. Teodosio II, Imperatore d'Oriente, inviò una flotta in soccorso dell'Impero d'Occidente, allarmando Genserico che decise di aprire le trattative. L'invio della flotta nel tentativo di recuperare Cartagine fu però vanificato dall'invasione dei Balcani da parte degli Unni di Attila, che costrinse Teodosio II a richiamare la flotta nei Balcani, non lasciando all'Impero occidentale alcun'altra scelta che negoziare una pace sfavorevole con Genserico. Il trattato di pace del 442 tra l'Impero e i Vandali prevedeva l'assegnazione ai Vandali di Byzacena, Proconsolare e parte della Numidia, in cambio della restituzione ai Romani delle Mauritanie e del resto della Numidia, province però danneggiate da anni di occupazione vandala e che quindi non potevano più fornire un grande gettito fiscale. Basti pensare che Valentiniano III fu costretto a concedere alla Numidia cinque anni di esenzione fiscale per 13 000 unità di terreno coltivabile, mentre, a causa delle devastazioni dei Vandali, Numidia e Mauritania Sitifense si erano impoverite talmente tanto che lo Stato fu costretto, secondo almeno un editto fiscale del 21 giugno del 445, a ridurre le tasse a 1/8 del gettito fiscale preesistente all'invasione. La crisi economica dovuta alla perdita o alla devastazione di così tante province costrinse gli Imperatori a ridurre i benefici fiscali che favorivano i possessori terrieri ed evidentemente anche a ridurre i ranghi di un esercito già debole: ciò è testimoniato da una legge in cui lo Stato giustificò l'introduzione di una nuova tassa per il fatto che si trovava a corto di soldi per il mantenimento dell'esercito a causa del calo di gettito fiscale dovuto alle perdite territoriali o alle devastazioni belliche. Secondo stime di Heather, la perdita delle imposte che versavano le province devastate o occupate dai Vandali equivaleva ai costi di mantenimento di almeno 40 000 fanti o di 20 000 cavalieri, la maggior parte dei quali dovettero molto probabilmente essere licenziati, essendo ormai impossibile pagarli.
I Vandali posero la capitale a Cartagine e si appropriarono dei possedimenti dei proprietari terrieri, che vennero assegnate ai Vandali più eminenti, evidentemente per premiare la loro fedeltà e i loro sacrifici; i lotti confiscati assunsero la denominazione di sortes vandalorum (lotti dei Vandali). A quanto pare i senatori a cui furono confiscati i lotti furono costretti all'esilio nei territori ancora in mano all'Impero, ed essendosi indebitati dopo l'esilio nella speranza che l'Impero avrebbe riconquistato presto Cartagine, in seguito al trattato del 442 rischiarono di finire in rovina, venendo solo salvati da una legge del 19 ottobre 443 che impediva ai creditori di citare in giudizio esuli dell'Africa per debiti contratti dopo la conquista di Cartagine. Essendo ariani, i Vandali perseguitarono la fede cattolica. La data della presa di Cartagine divenne l'anno zero del Calendario vandalico. Dall'Africa i Vandali allestirono una flotta di imbarcazioni pirata e saccheggiarono le province dell'Impero, giungendo addirittura a saccheggiare Roma nel 455. Dopo il sacco di Roma, si impadronirono delle Mauritanie, della Sardegna, Corsica e Isole Baleari.
Furono vane le spedizioni prima dell'Imperatore d'Occidente Maggioriano nel 461 e poi quella congiunta tra i due imperi del 468 di riconquistare l'Africa. I Vandali, condotti da Genserico, riuscirono a respingere tali assalti e a mantenere il possesso dell'Africa fino al 533-534, quando il generale dell'Impero romano d'Oriente Belisario riuscì a riconquistare l'Africa e a annetterla all'Impero. Verso la fine del V secolo lo Stato vandalo cadde in declino, abbandonando la maggior parte dell'interno ai Mauri e ad altre tribù del deserto.

### La riconquista romana

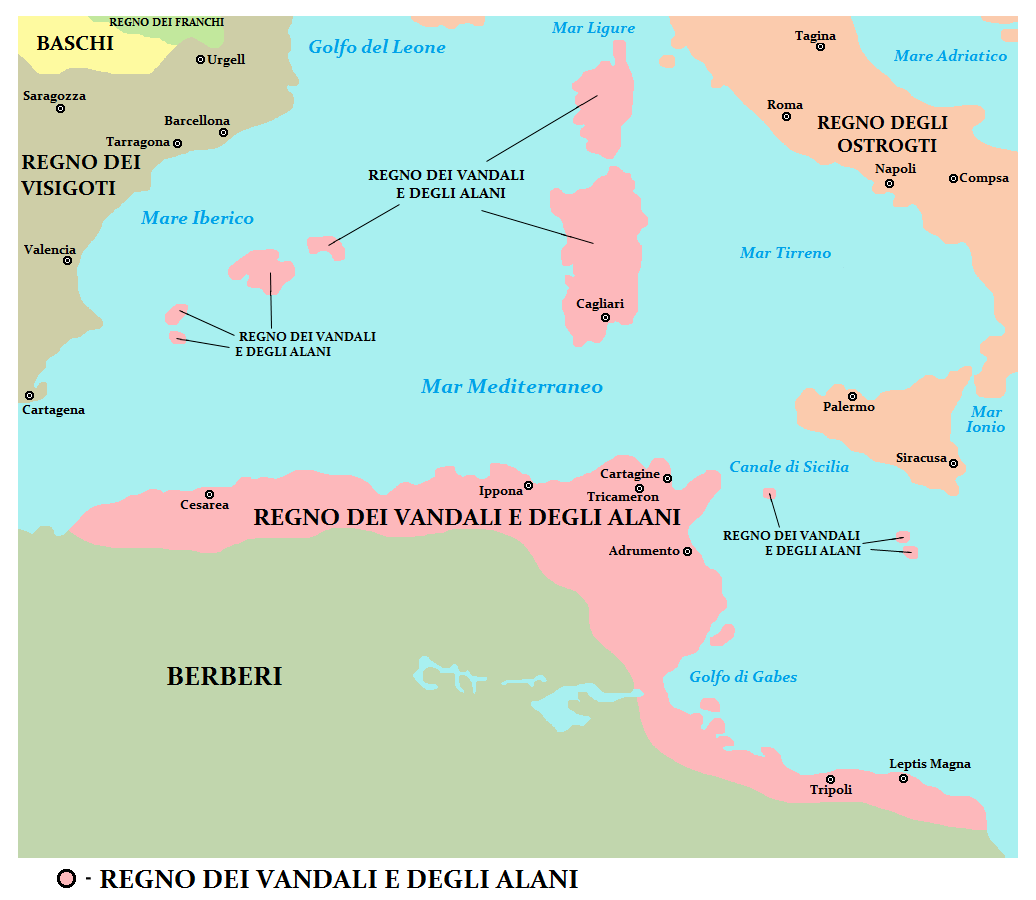
Il regno dei vandali nel 526

Nel 533, l'imperatore Giustiniano, approfittando di una disputa dinastica insorta nel regno vandalo, inviò un esercito al comando del generale Belisario, con lo scopo di riportare l'Africa sotto il dominio imperiale. Con una breve campagna militare, Belisario sconfisse i Vandali, entrò trionfalmente a Cartagine e riuscì a ristabilire il potere dell'impero romano d'Oriente sulla provincia. Immediatamente dopo la vittoria, nell'aprile 534, l'imperatore Giustiniano promulgò una legge riguardante l'organizzazione amministrativa dei nuovi territori. Le vecchie province della Diocesi d'Africa romana erano state per la maggior parte preservate dai Vandali, ma grandi parti, inclusa tutta la Mauretania Tingitana (a parte la fortezza di Septem), la maggior parte della Mauretania Caesariensis e grandi parti dell'entroterra della Numidia e della Byzacena, erano perdute a causa delle incursioni delle tribù dei Mauri (Berberi). Giustiniano promosse il vicario a Cartagine a prefetto del pretorio, istituendo così la Prefettura del pretorio d'Africa. La prefettura era formata da sette province: di queste la Zeugitana (o Proconsolare, in quanto posta in precedenza sotto la giurisdizione di un proconsole), la Byzacena e la Tripolitania vennero governate da consulares; mentre le altre, cioè la Numidia, le Mauritanie e la Sardegna vennero governate da praesides.
L'intento di Giustiniano fu, sostiene lo storico J.B. Bury, quello di «cancellare ogni traccia della conquista vandala, come se non ci fosse mai stata». Venne restaurato il cattolicesimo nelle nuove province e gli Ariani vennero perseguitati. Anche la proprietà terriera venne riportata allo stato preesistente alla conquista vandalica, ma la scarsità di validi titoli di proprietà dopo 100 anni di dominio vandalico crearono un caos amministrativo e giuridico. A capo dell'amministrazione militare venne posto il magister militum Africae, con un subordinato magister peditum e quattro comandi regionali di frontiera (Tripolitania, Byzacena, Numidia e Mauretania) sotto il comando di un dux. Questa organizzazione venne introdotta gradualmente, poiché a quel tempo i Romani erano impegnati nella lotta contro i Mauri. L'amministrazione romana riuscì a rintuzzare gli attacchi delle tribù berbere del deserto grazie alle gesta del magister militum Giovanni Troglita, e grazie a una fitta rete di fortificazioni riuscì ancora una volta ad estendere il proprio dominio nell'interno.
Le province nordafricane, insieme ai possedimenti romani in Spagna, vennero riunite nell'Esarcato d'Africa dall'imperatore Maurizio. Stando alla Descriptio orbis romani di Giorgio Ciprio, redatta agli inizi del VII secolo, la Tripolitania fu sottratta alla giurisdizione dell'esarca e trasferita nella diocesi d'Egitto. Secondo Giorgio Ciprio all'epoca l'Africa romana era suddivisa in sei eparchie: Byzacena, Carthago Proconsularis, Numidia, Mauritania I, Mauritania II, Sardinia (Sardegna). All'epoca probabilmente la provincia di Sardegna comprendeva anche la Corsica, mentre la Mauritania II comprendeva la fortezza di Septem in Mauritania Tingitana, la Spagna bizantina  e le Isole Baleari. L'esarcato conobbe una certa prosperità e da qui partì la guerra civile che portò al rovesciamento del tirannico imperatore Foca da parte di Eraclio nel 610. La stabilità e prosperità della regione all'inizio del VII secolo sono evidenziate dal fatto che lo stesso Eraclio prese seriamente in considerazione, per qualche tempo, l'idea di trasferire la capitale imperiale da Costantinopoli a Cartagine.
Trovatosi, dopo il 640, a dover fronteggiare l'urto della conquista islamica, l'esarcato riuscì, pur con qualche battuta d'arresto, a tenere testa alla minaccia per qualche tempo, ma nel 698 un esercito musulmano proveniente dall'Egitto saccheggiò Cartagine e conquistò l'esarcato, mettendo fine al dominio cristiano e romano sul Nordafrica.

## Difesa ed esercito
La presenza permanente di un esercito in Africa fu resa necessaria dall'insicurezza che gravava sulla provincia dalle vicine tribù berbere nomadi dei Getuli e dei Garamanti a sud dell'Atlante.

### Legioni romane
Sappiamo che Cesare lasciò nella regione, dopo la vittoria ottenuta sui Pompeiani nella battaglia di Tapso, tre legioni a sua protezione. Egli aveva evidentemente progetti espansionistici per il futuro. Al termine della guerra civile del 44-31 a.C., l'Africa Proconsolare fu affidata a una sola legione, la cui sede fu posta inizialmente a Thugga. Si trattava della III Augusta, il cui ruolo fu di grande importanza nella storia della provincia. Una coorte fu invece distaccata a Cartagine, agli ordini diretti del proconsole, per assicurare la protezione e le funzioni di polizia della città più rappresentativa della provincia.
La legione fu posizionata ad Ammaedara (oggi Haidra) durante il principato di Tiberio, ma dal 75 fu trasferita a Theveste, ed infine a Lambaesis (oggi Lambèse), che divenne il suo definitivo quartier generale a partire dal 100 sotto Traiano. Al comando della legione, dopo il legato, vi erano cinque tribuni di estrazione equestre, ed un tribunus laticlavius, membro dell'aristocrazia senatoria. Oltre ad avere un quartier generale, la legione inviava delle missioni, le "vexillationes", e dei distaccamenti, spesso caratterizzati dall'etnia di origine dei componenti, i "numera".

### Auxilia
Subito dopo la riorganizzazione dell'imperatore Augusto (27 a.C.), furono installate alcune alae di cavalleria e cohortes di fanteria. Sappiamo, infatti, da alcune iscrizioni epigrafiche che nella provincia c'erano:
nel 128nell'Africa proconsolare, 1 ala di cavalleria e 9 cohortes di fanteria (sembra ridotte a 6 o 7 poco dopo), i cui nomi erano:
- per le ali: I Pannoniorum;[39]
- per le coorti: I Chalcidenorum (?), I Syrorum sagittaria, I Flavia Afrorum, I Flavia, II Flavia Afrorum (?), II Hispanorum (?), II Hamiorum (?), VI Commagenorum e VII Lusitanorum (?).

nel 400 circal'esercito africano occidentale, dopo la riforma tetrarchica e di Costantino I, fu posto sotto il comando di un Numerus intra Africam, da cui dipendeva:
- il Comes Africae, a capo di 12 unità (o distaccamenti) di fanteria[41] e 19 di cavalleria comitatense,[42] oltre a 16 unità di limitanei;[43]
- il Dux limitis Mauretaniae Caesariensis, a capo di otto unità (o distaccamenti);[44]
- il Dux limites Tripolitani, a capo di 14 unità (o distaccamenti);[45]

e di un Numerus intra Tingitaniam, da cui dipendeva:
- il Comes Tingitaniae, a capo di quattro unità (o distaccamenti) di fanteria[41] e tre di cavalleria comitatense,[42] oltre ad altre 8 di limitanei.[46]

Questa struttura amministrativo-militare rimase pressoché invariata fino alla conquista dei Vandali.

### Classis Libyca
Detta anche Classis Nova Lybica, aveva il compito di pattugliare le coste libiche. Le fonti la menzionano per la prima volta intorno al 180 sotto l'imperatore Marco Aurelio o più probabilmente sotto Commodo.

### Strutture militari lungo illimesdella provincia d'Africa

Il limes africano con le postazioni militari principali (in rosso) delle province occidentali dell'Africa proconsolare e delle Mauritanie.

#### La fossa Regia
La fossa Regia fu il primo sistema difensivo di limes africanus, rappresentando per almeno un quarantennio il confine meridionale della provincia romana d'Africa, con fini più che altro amministrativi, piuttosto che militari. Essa fu costruita, al momento dell'annessione di Scipione Emiliano (nel 146 a.C.), con un semplice fossato. Dopo il 46 a.C. la fossa Regia servì come confine tra le province dell'Africa Nova ad ovest, e dell'Africa Vetus ad est.

#### Illimesdella Numidia ed ilfossatum Africae
Questo tratto di limes si sviluppò a sud della fossa Regia a partire dalla riorganizzazione provinciale operata da Augusto nel 27 a.C. Annesso e facente parte di questo settore difensivo, vi era poi il fossatum Africae, lungo i monti dell'Aurès, che fu invece sviluppato a partire da Adriano o Antonino Pio, per analogia con quanto questi due imperatori svilupparono sia in Britannia sia lungo il limes germanico-retico (tra Reno e Danubio).
Ora varrà la pena analizzare questo tratto di limes africanus tenendo presente la cronologia del suo sviluppo e le sue linee principali di penetrazione nell'area desertica dell'Atlante orientale, prima da nord a sud, e poi da est ad ovest dell'Aurès. A tal proposito qui sotto troverete alcune tabelle che sintetizzano tali considerazioni:
- legio=legione romana
- coh.=coorte
- mil=milliaria (composta da 1 000 uomini)
- eq.=coorte equitata
- ala=unità di cavalleria
- vexill=vexillationes
- c.R.=civium Romanorum

##### Settore a nord dell'Aurès: dai Giulio-Claudi ai Flavi
La prima avanzata compiuta da Augusto portò i nuovi confini provinciali poco più ad ovest ed a sud della fossa Regia, rinforzati dalla costruzione di una strada fortificata a protezione della costa che da Igilgili congiungeva Cirta, Bulla Regia, la fortezza legionaria di Thugga, fino a Gabès. È vero anche che molte colonie furono fondate da Augusto anche più ad occidente di Igilgili (nei "futuri" territori di Mauretania Tingitana e Caesariensis). La repressione della rivolta del popolo dei Musulami, capeggiati da un certo Tacfarinas (anni 17-24), costrinsero Tiberio a un'ulteriore avanzata verso sud-ovest, con il conseguente abbandono della fortezza legionaria di Thugga, ed il posizionamento della legio III Augusta ad Ammaedara.
| Forte/burgus lungo il limes | località antica | località moderna | dal          | al              | Misure | Unità ausiliarie presenti in differenti periodi |
| --------------------------- | --------------- | ---------------- | ------------ | --------------- | ------ | ----------------------------------------------- |
| guarnigione cittadina       | Cirta           | Costantina       | Augusto      | Flavi?          |        | vexill. Coh.VII Praetoria                       |
| fortino?                    | Bulla Regia     | Jendouba         | Augusto      | Tiberio?        |        | vexill. Coh.I Urbana                            |
| fortezza legionaria         | Thugga          | Dougga           | Augusto      | Tiberio         |        | legio XII Fulminata legio III Augusta           |
| fortino?                    | Sicca Veneria   | Le Kef           | Augusto      | Tiberio         |        | vexill. legio III Augusta vexill. Coh.I Urbana  |
| fortezza legionaria         | Ammaedara       | Haidra           | 24 (Tiberio) | 75 (Vespasiano) |        | legio III Augusta                               |
| forte alare?                | Theveste        | Tébessa          | 24 (Tiberio) | 75 (Vespasiano) |        |                                                 |
| fortino?                    | Sufes           | Sbiba            | Tiberio?     | Vespasiano?     |        | vexill. legio VII Claudia vexill. Ala Flavia    |
| fortino?                    | Mactaris        | Maktar           | Augusto?     | Tiberio?        |        | vexill. legio III Augusta                       |

Una successiva fase di espansione, sempre a nord dell'Aurès, fu messa in atto da Vespasiano e dal figlio Domiziano, proseguendo con l'occupazione dei territori della Numidia occidentale come segue:
| Forte/burgus lungo il limes | località antica | località moderna | dal             | al            | Misure  | Unità ausiliarie presenti in differenti periodi                                                              |
| --------------------------- | --------------- | ---------------- | --------------- | ------------- | ------- | --- |
| guarnigione cittadina       | Cuicul          | Djémila          | Vespasiano?     | Traiano?      |         | vexill. legio III Augusta vexill. legio V Macedonica                                                         |
| forte?                      | Tipasa          | Tipasa           | Claudio         | Traiano?      |         | Ala Britannica mill. c.R. bis Torquata Ala I Cannanafatium Ala I Augusta Ituraeorum Ala I Contariorum        |
| fortezza legionaria         | Theveste        | Tébessa          | 75 (Vespasiano) | 100 (Traiano) |         | legio III Augusta                                                                                            |
| forte                       | Vazanis         | Zoui             | Vespasiano      | Traiano?      |         | Coh. Hispanorum                                                                                              |
| forte                       | Mascula         | Khenchela        | Vespasiano      | Traiano?      |         | Coh. II Gemellae Thracum vexill. legio III Augusta                                                           |
| forte                       | Aquae Flavianae | El Hammam        | Vespasiano      | Traiano?      |         | Coh. II Gemellae Thracum vexill. legio III Augusta                                                           |
| forte cohortale             | Lambaesis       | Lambèse          | Flavi           | V secolo      | 1,76 ha | Coh. II Flavia Afrorum Coh. VII Lusitanorum Coh. I Syrorum Coh. VI Commagenorum Coh. II c.R. eq. Pia Fidelis |
| forte                       | Thelepte        | Feriana          | Vespasiano?     | Traiano?      |         | Legio II Flavia Virtutis                                                                                     |
| forte                       | Capsa           | Gafsa            | Tiberio         | V secolo?     |         | vexill. legio III Augusta vexill. Coh.I Urbana                                                               |

##### Settore a sud dell'Aurès: da Traiano agli Antonini
Si procedette invece ad un'avanzata a sud dell'Aurès al tempo di Traiano, quando questa catena montuoso fu aggredita da nord-ovest e da sud-est con la costruzione di una strada che congiungeva le nuove postazioni avanzate (attorno al forte di Gemellae) con la città di Gabès (ad est, sulla costa africana) e la nuova fortezza legionaria di Lambaesis (ad ovest, 150 km a nord-est di Gemellae). Si trattava di tutta una serie di fortificazioni che ebbero proprio nel nuovo forte di Gemellae il punto più avanzato del nuovo sistema difensivo della regione.
Adriano prima e Antonino Pio poi, completarono il progetto traianeo, rendendo l'avanzata verso sud-ovest più sicura con la costruzione di un fossatum Africae, similmente a quanto era stato concepito nello stesso periodo in Britannia (con il vallo di Adriano e vallo Antonino) ed in Germania superiore e Rezia (con il limes germanico-retico). La penetrazione verso sud portò anche alla creazione di una prima serie di postazioni avanzate fino al margine superiore del Djebel Amour, a sud del fiume Touil, con la costruzioni di forti a Medjedel (databile al 148-149) e Agneb o Agueneb o Geryville (dell'epoca di Marco Aurelio e databile al 174).
Questo avanzamento portò alla conseguente creazione di due nuove colonie (a Thamugadi e Theveste) ed altrettanti municipi (a Diana e Mascula) da parte dell'Optimus Princeps.
| Forte/burgus lungo il limes      | località antica                   | località moderna    | dal                  | al              | Misure    | Unità ausiliarie presenti in differenti periodi                                             | Mappe o foto |
| -------------------------------- | --------------------------------- | ------------------- | -------------------- | --------------- | --------- | ------------------------------------------------------------------------------------------- | ------------ |
| Forte alare o di coorte equitata | Zarai                             | Zraia               | Traiano?             | inizi V secolo? |           | Ala Flavia Coh. I Flavia eq.                                                                |              |
| forte alare                      | Lambaesis                         | Lambèse             | Flavi                | V secolo        | 1,76 ha   | Ala Flavia                                                                                  |              |
| fortezza legionaria              | Lambaesis                         | Lambèse             | Traiano              | V secolo?       | 21,00 ha  | legio III Augusta                                                                           |              |
| Clausura                         | Bir Oum Ali                       | Wadi Oum Ali        | II secolo?           |                 | ca. 600 m |                                                                                             |              |
| Fortino avamposto                | Fegusia                           |                     | Traiano?             | V secolo?       |           | vexill. legio III Augusta                                                                   |              |
| Via militare con fortini/torri?  | Tigaminin                         | Khanga              | Antonino Pio         | inizi V secolo? |           | vexill. legio VI Ferrata                                                                    |              |
| forte alare e di fanteria        | Calceus Herculis                  | El Kantara          | Commodo?             | inizi V secolo? |           | Ala I Thracum Mauretana Numerus Palmyrenorum vexill. legio III Augusta? Numerus Hemesenorum |              |
| fortino?                         | Burgus speculatorius Antoninianus |                     | Caracalla            | inizi V secolo? |           | Numerus Herculis Antoninianus                                                               |              |
| fortino?                         | Burgus speculatorius Commodianus  |                     | Commodo              | inizi V secolo? |           |                                                                                             |              |
| fortino?                         | Maserfelta                        | El Outhaia          | Marco Aurelio        | inizi V secolo? |           | Coh.VI Commagenorum                                                                         |              |
| fortino                          | Bescera                           | Biskra              | Marco Aurelio        | inizi V secolo? |           | Numerus Palmyrenorum                                                                        |              |
| Forte                            | Thabudeos                         | Tehouda (Sidi Okba) | Adriano              | inizi V secolo? |           | cohors non specificata                                                                      |              |
| Forte                            | Gemellae                          | El Kasbat           | Traiano/Adriano      | inizi V secolo? | 2,9 ha    | Coh.I Chalcidenorum eq. Ala I Pannoniorum                                                   |              |
| 2 forti                          | Badias                            | Badès o Badis       | Adriano              | inizi V secolo? |           |                                                                                             |              |
| Fortino                          | Ad Medias                         | Taddert             | Traiano              | inizi V secolo? | 0,225 ha  |                                                                                             |              |
| forte                            | Ad Maiores                        | Besseriani          | Traiano              | inizi V secolo? | 1,7 ha    | vexill. legio III Augusta                                                                   |              |
| fortino                          | Ad Turres                         | Tamerza             | Traiano?             | inizi V secolo? | 0,05 ha   |                                                                                             |              |
| torre di avvistamento            | Speculum                          | Chébika             | Traiano?             | inizi V secolo? |           |                                                                                             |              |
| fortino?                         | Nepte                             | Naftah              | Traiano/Antonino Pio | inizi V secolo? |           |                                                                                             |              |
| Forte ausiliario                 | Thiges                            | Griss               | Nerva                | inizi V secolo? |           |                                                                                             |              |
| forte                            | Capsa                             | Gafsa               | Tiberio              | inizi V secolo? |           | vexill. legio III Augusta                                                                   |              |

##### Settore ad ovest dell'Aurès: dai Severi a Diocleziano
L'ultima avanzata di questo tratto di limes numidico (in direzione sud ed ovest, in combinazione con un'avanzata di quello della vicina Mauretania Caesariensis verso meridione) fu operato dall'imperatore africano, originario di Leptis Magna, Settimio Severo. Anche i suoi successori, durante il difficile periodo dell'anarchia militare e poi Diocleziano, aggiunsero ulteriori postazioni fortificate al sistema difensivo di questo tratto di limes africano, raggiungendo così nel III secolo la massima espansione romana verso sud.
| Forte/burgus lungo il limes | località antica   | località moderna | dal                   | al              | Misure         | Unità ausiliarie presenti in differenti periodi |
| --------------------------- | ----------------- | ---------------- | --------------------- | --------------- | -------------- | ----------------------------------------------- |
| forte                       |                   | Tolga            |                       | inizi V secolo? |                |                                                 |
| forte                       |                   | Doucen           | 242                   | inizi V secolo? |                |                                                 |
| forte                       | Ausum             | Sadouri          | 247                   | inizi V secolo? |                |                                                 |
| forte di cohors             |                   | Medjedel         | 148-149               | IV secolo?      |                |                                                 |
| fortino                     | Sufasar           | Amoura           | Settimio Severo       | inizi IV secolo |                | vexill. Coh.Hispanorum                          |
| fortino                     | Castellum Dimmidi | Messad           | Settimio Severo (198) | III secolo      | 0,040 ha circa | vexill. legio III Augusta                       |

#### Illimes Tripolitanus: il sistema difensivo più orientale della provincia d'Africa
Il limes Tripolitanus fu l'ultimo tratto di limes africanus ad essere strutturato, insieme a quello ad occidente dell'Aurès, nell'ambito dell'organizzazione della provincia dell'Africa proconsolaris. Il primo imperatore che attuò questo processo fu Commodo. Fu però Settimio Severo, imperatore "africano" di Leptis Magna, a portare l'Impero romano alla sua massima espansione in Africa settentrionale ed a rivolgere particolare attenzione al limes di questo settore. Si trattava di un sistema di difese a protezione soprattutto delle tre più importanti città (commerciali) della costa (da cui il nome di Tripolitania): Sabratha, Oea e Leptis Magna.

## Geografia politica ed economica
I principali centri urbani della nuova provincia dell'Africa proconsolare erano Cartagine, Utica, Cirta, Hippo Diarrhytus, Hippo Regius, Thabraca, Cuicul, Thamugadi, Theveste, oltre a quelli in Tripolitania di Sabratha, Oea e Leptis Magna.
Leptis Magna in Africa proconsolare
Il porto era un elemento dal quale la città non poteva prescindere nella visione urbanistica di Settimio Severo, che qui vi era nato. Del faro non restano oggi che le fondamenta, ma un tempo esso era alto più di 35 metri e, a detta di alcuni storici, non era molto diverso dal più rinomato Faro di Alessandria. Le zone che meglio si sono conservate del porto sono il molo orientale, i magazzini, le rovine di una torre di osservazione e una parte delle banchine utilizzate per il carico delle merci. Il porto era costituito da un grande bacino di circa 102 000 m² (390 x 410 metri), con una circonferenza di quasi 1 300 metri. Ai lati vi erano due banchine di 1 000 metri ciascuna, dotate di numerose postazioni di ormeggio. Altrettanto degna di nota è l'imponente scalinata del Tempio di Giove Dolicheno. Era, questa, una divinità siriana poco conosciuta all'epoca di Settimio Severo, e si crede che la comparsa di questo tempio a lei dedicato sia dovuta al fatto che la moglie dell'imperatore fosse siriana.

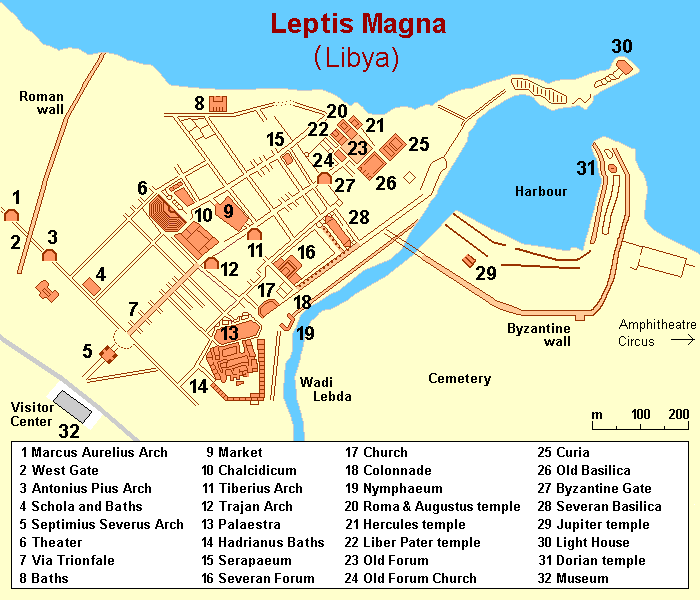
Pianta della città di Leptis Magna con il porto.
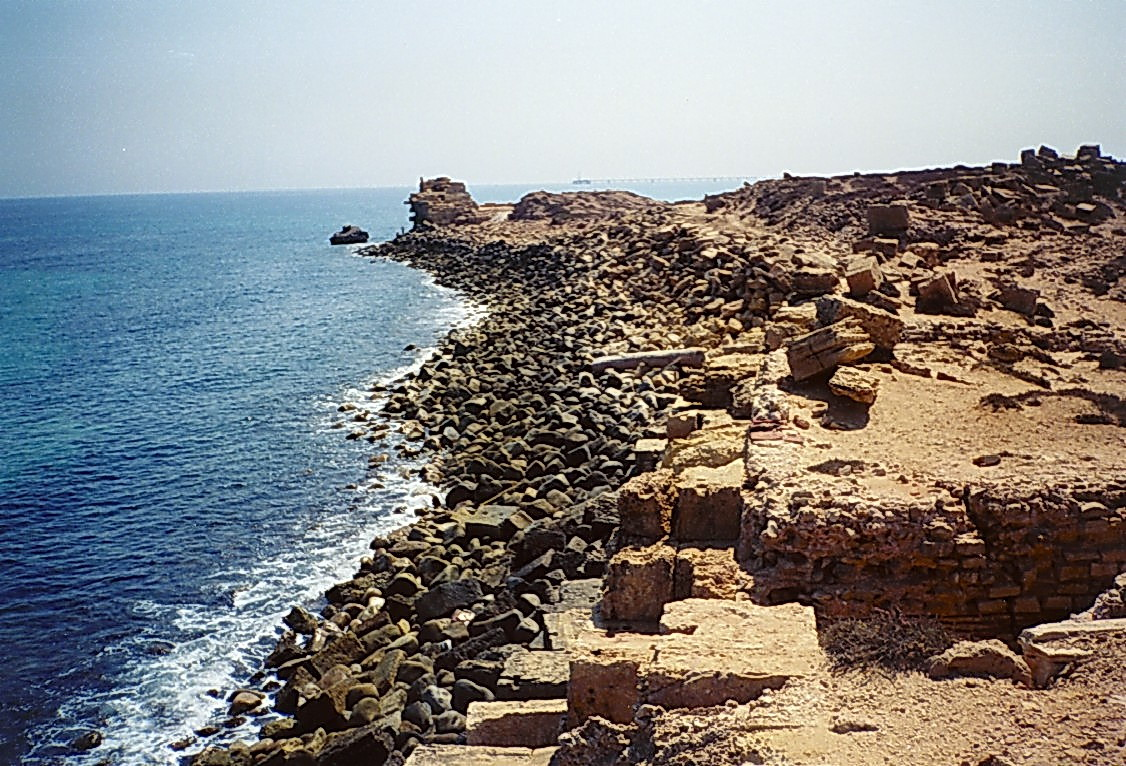
La zona del faro del porto di Leptis.
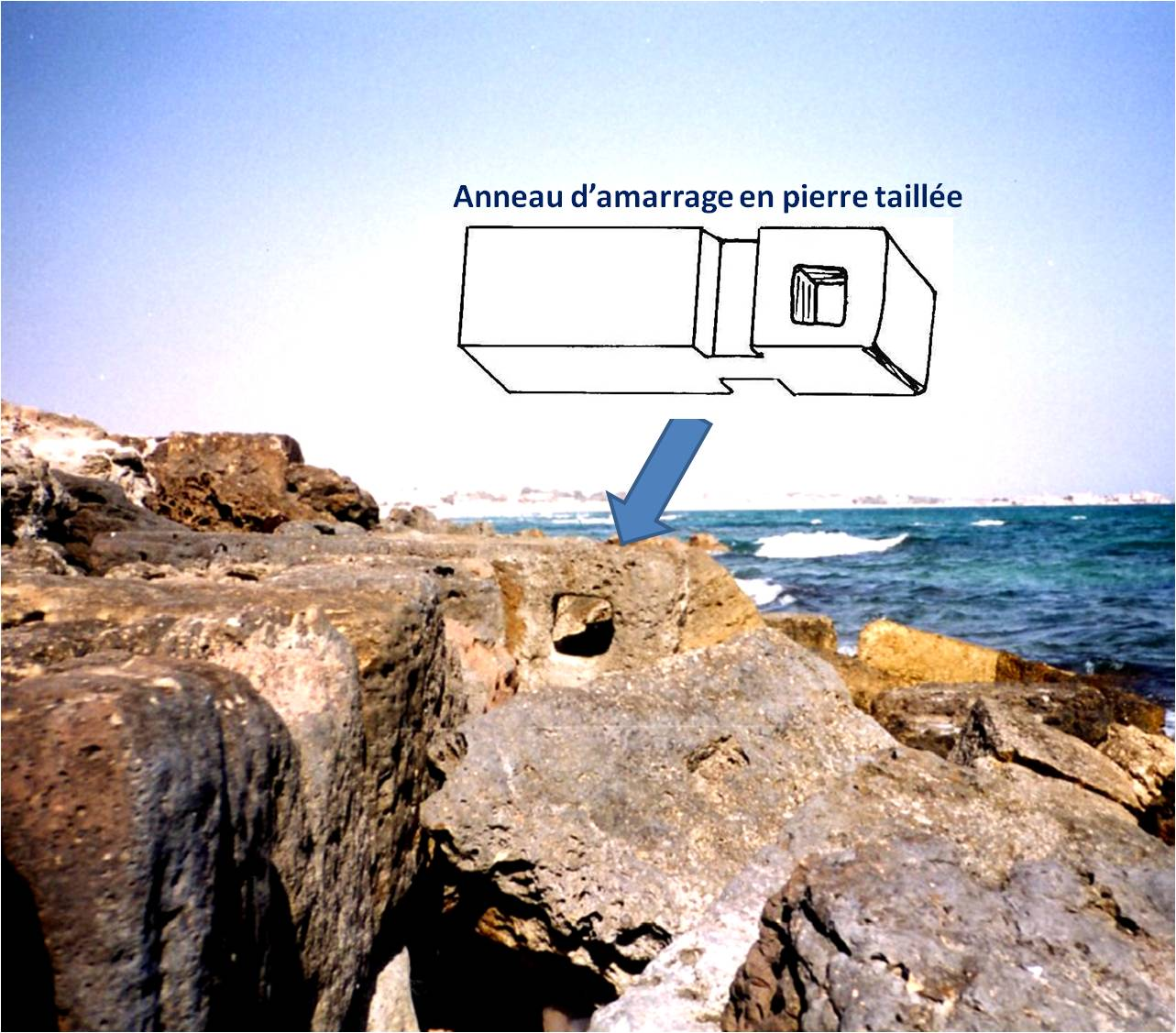
Porto di Leptis con un anello per l'attracco.
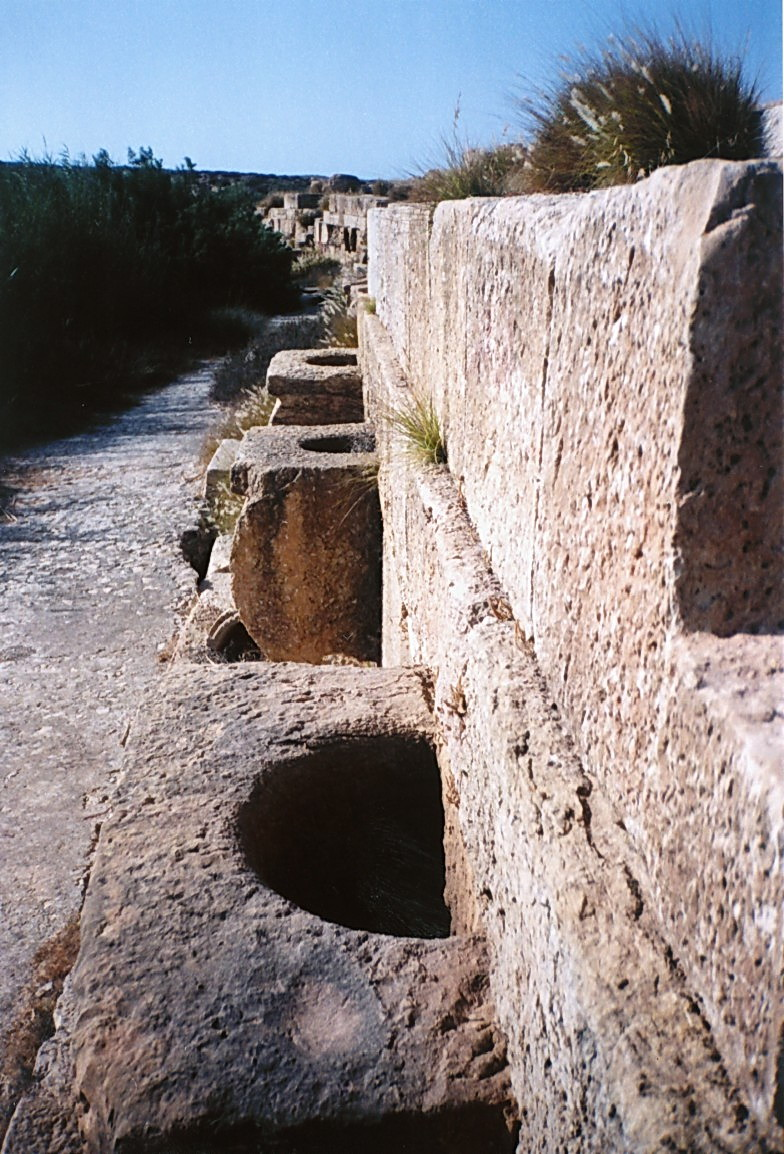
Zona sud del porto di Leptis.

La prosperità di gran parte delle città derivava soprattutto dall'agricoltura, di cui il Nordafrica era considerato "il granaio dell'impero": secondo alcune stime avrebbe prodotto un milione di tonnellate di cereali all'anno, di cui un quarto veniva esportato. Altre culture erano piante da frutto, fichi, viti e fagioli. Nel II secolo l'olio d'oliva contendeva ai cereali il primo posto tra le derrate esportate. Lo sviluppo delle esportazioni agricole africane, a spese della produzione italica è testimoniato dalla progressiva sostituzione delle forme di anfore da trasporto di produzione africana a quelle di produzione italica.
Le esportazioni comprendevano inoltre gli schiavi e gli animali selvatici esotici per i giochi dell'anfiteatro e ancora tessuti, marmo, vino, legname, bestiame, vasellame e lana.

## Religione nella provincia africana
Durante il periodo imperiale, la religione praticata nella provincia vide l'intersecarsi di numerose tendenze: 
- il culto di un pantheon numidico o mauro che proseguì soprattutto nelle campagne, con divinità come Macurgum, il guaritore, Macurtam e Iunam, i cavalieri, per la Numidia e la Proconsolare, e la dea Aulisia per la Mauretania;
- la religione punica, diffusa a partire da Cartagine tra il IX e il II secolo a.C. e proseguita anche in epoca romana, con il culto di Baal o di Tanit, protettrice di Cartagine;
- la religione romana, in particolare la triade capitolina (ossia Giove, Giunone e Minerva), in epoca repubblicana, e il culto imperiale, che caratterizzò i luoghi più romanizzati.

A questi influssi si aggiunsero in seguito anche i culti orientali, diffusi in tutto l'impero col concorso dei funzionari -soprattutto dell'esercito- e dei commercianti romani: Esculapio già dal II secolo a.C., Mitra presso i militari, soprattutto in Mauretania, Cibele, protettrice degli Antonini, nel II secolo, e Iside e Serapide (che compaiono sull'arco di trionfo di Settimio Severo a Leptis Magna).
Il culto imperiale venne organizzato a livello municipale (come testimoniato dalle iscrizioni e dalle dediche di templi) ed era assicurato da confraternite di liberti (collegi dei seviri, flamini). A livello provinciale se ne occupava il concilium provinciae ("consiglio provinciale") composto dai sacerdotales, che si preoccupavano inoltre di difendere gli interessi della provincia presso l'imperatore, contro gli abusi dei governatori.
I Romani praticavano un sincretismo tra le divinità di diversa origine, per via di assimilazioni o di associazioni: Baal, associato a Saturno, continuò ad essere oggetto di un culto importante (il suo tempio a Thugga assunse l'aspetto di un tempio punico). Caelestis venne associata a Tanit, Esculapio a Macurgum e ad Eshmun, una divinità punica. Il culto dell'imperatore regnante prese in alcuni casi forme animiste, come nel caso di una sorgente consacrata a Settimio Severo vicino a Timgad.
Il Cristianesimo si diffuse rapidamente e le province africane diedero i natali anche a molti santi, dottori della chiesa, martiri e scrittori cristiani. Il dibattito teologico portò alla nascita di correnti eretiche come quella dei donatisti, mentre l'arianesimo venne importato dai Vandali nel V secolo.